# Покришкін Олександр Іванович
Олекса́ндр Іва́нович Покри́шкін (6 (19) березня 1913 — 13 листопада 1985) — радянський льотчик-ас, другий за результативністю (після Івана Кожедуба) пілот-винищувач серед льотчиків країн антигітлерівської коаліції в Другій світовій війні. Перший Тричі Герой Радянського Союзу (24.05.1943, 24.08.1943, 19.08.1944). Маршал авіації (1972). Член ЦК КПУ (1960—1971). Кандидат у члени ЦК КПРС (1976—1985). Депутат Верховної Ради СРСР 2—10-го скликань. Член Президії Верховної Ради СРСР у 1979—1984 роках. Кандидат військових наук (1969).

## Біографія

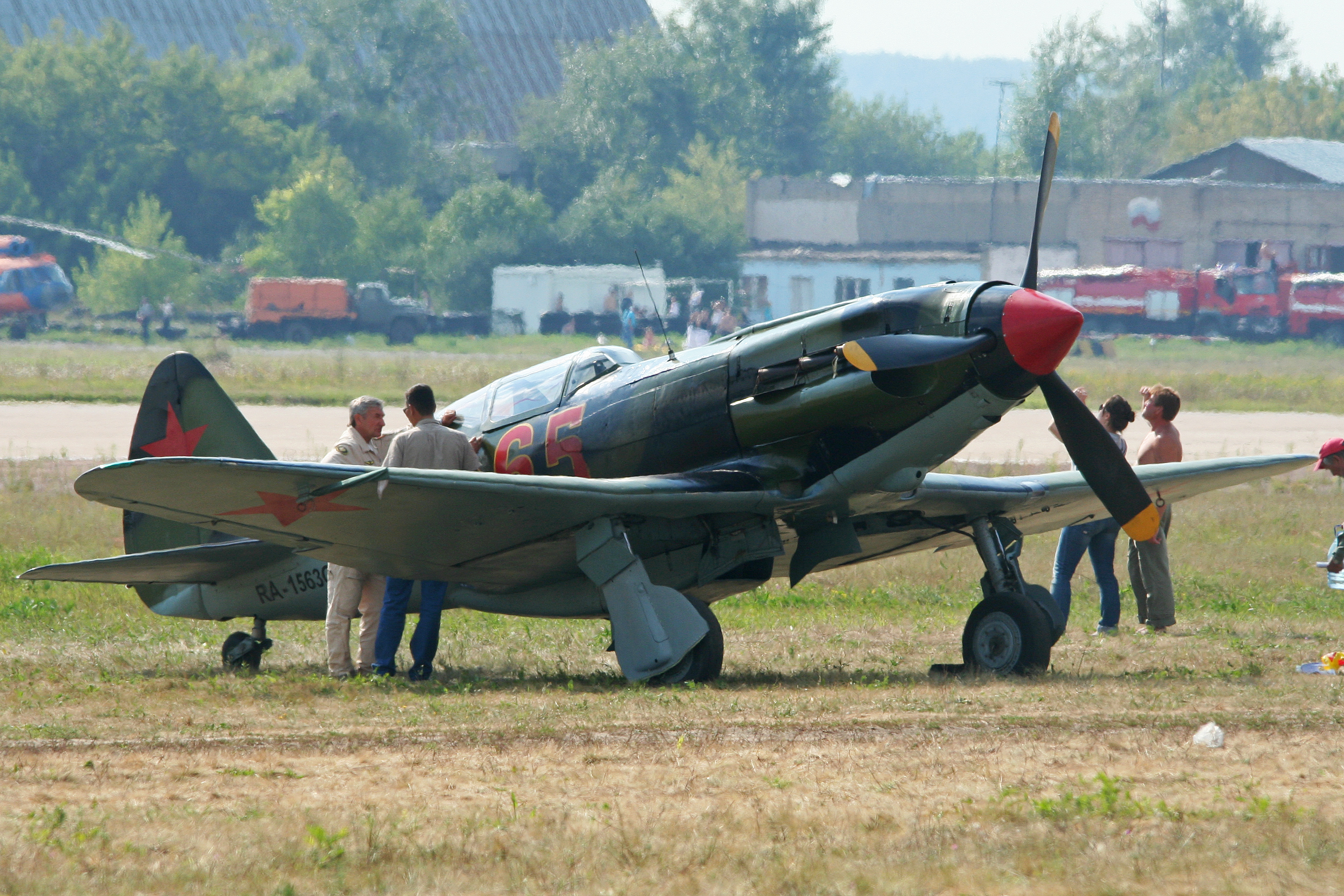
Винищувач МіГ-3

Народився 19 березня 1913 у місті Новомиколаївську (нині Новосибірськ) у родині робітників-переселенців. Трудову діяльність розпочав у 1923 році покрівельником в артілях будівельників. У 1928 році закінчив семирічну школу. З 1929 року працював покрівельником, слюсарем-лекальником заводу «Сибкомбайн», у 1932 році закінчив школу ФЗУ при заводі.
З червня 1932 року служив у Червоній армії. У 1933 році закінчив 3-ю Пермську військову авіашколу, що випускала лише авіатехніків. У 1934 році закінчив Ленінградську військово-теоретичну авіаційну школу. Однак на цьому він не зупинився, здав екстерном екзамени у Краснодарському аероклубі на «відмінно». З грудня 1934 року служив техніком ланки зв'язку 74-ї стрілецької дивізії Північно-Кавказького військового округу в місті Краснодарі.
У 1939 році успішно закінчив 1-у Качинську військову авіаційну школу (училище льотчиків) ім. А. Ф. Мясникова і в грудні 1939 року направлений служити у 55-й винищувальний авіаційний полк ВПС Одеського військового округу. За два місяці до війни полк було переозброєне новітніми винищувачами МіГ-3.

## Участь уДругій світовій війні
Усі свої сили та знання Покришкін віддавав вдосконаленню бойової та літної майстерності. Наприклад, враховуючи те, що здебільшого льотчики намагались уникати правих розворотів, він наполегливо тренував саме різкі маневри у праву сторону. Різке маневрування було візитівкою Олександра Івановича. Для того, щоб витримувати перевантаження у польоті, він посилено займався спортом. Загалом, все вбачалось йому важливим в бою: Покришкін навіть розрахував, скільки часу необхідно на зміну положення винищувача з моменту дії льотчика на важіль управління.
Свій перший літак Покришкін збив помилково 23 червня 1941 р. Це був радянський бомбардувальник Су-2. Це коштувало Покришкіну лише словесної догани — так хаос першого дня війни врятував майбутнього аса. Вже наступного дня йому вдалось збити німецький Me-109 у районі річки Прут, але й сам він був підбитий і ледве дістався аеродрому. У свій полк Покришкін повернувся через кілька днів, коли його вважали зниклим безвісти, а машину записали до графи бойових втрат.
Згодом Покришкіна все частіше посилатимуть у розвідку. Не зважаючи на численні зауваження, Олександр Іванович постійно розв'язував бій, бо вважав для себе соромом повертатись із повним боєкомплектом. Покришкін добре знав — як не маневруй, якщо не вмієш влучно вести вогонь, ніколи не станеш переможцем. Дивовижно, під час навчання у Покришкіна дуже погано виходила стрільба «по конусу». Тоді він почав тренуватись на землі, засів за математичні розрахунки і врешті навчився точно визначати відстань відкриття вогню, знайшов оптимальне початкове положення для ведення вогню із максимально короткої дистанції. Влітку 1941 року у боях на Південному фронті Олександр Іванович збив ще кілька літаків, та через втрату полкових документів, їх не було зараховано. Член ВКП(б) з 1942 року.
Після важких боїв на початку 1942 р. 55-й полк переведено у Закавказзя, згодом перейменовано на 16-й гвардійський винищувальний авіаполк. Разом з іншими льотчиками Покришкін освоїв новий тип американського винищувача Белл P-39 Аерокобра, навіть переганяв літаки із Ірану. Поповнена новими машинами, частина полку знову відправилась на фронт навесні 1943 року. Особливо відзначився у боях при Кубані 12 квітня 1943 року поблизу станиці Кримська. На очах командуючого 4-ю повітряною армією генерала Вершиніна Костянтина Андрійовича збив 7 літаків ворога, серед яких два JU-88 та чотири ME-109. Саме тут народилась його відома формула:
|  | Висота, швидкість, маневр, вогонь. |

 За офіційними даними, всього на Кубані Покришкін збив 16 літаків, та фактично їх кількість була більшою.
Звання Героя Радянського Союзу та «Золоту медаль» за № 993 Олександр Іванович вперше отримав 24 травня 1943 року разом із орденом Леніна за 354 бойові вильоти, 54 повітряні бої, 13 особисто та 6 у групі збитих літаків ворога. Другу «Золоту зірку» командир того ж полку (9-та гвардійська винищувальна авіаційна дивізія, 4-та повітряна армія, Північно-Кавказький фронт) Покришкін, гвардії майор, отримав 24 серпня 1943 року за 455 бойових вильотів, 30 особисто збитих ворожих літаків.
Наприкінці 1943—1944 років Покришкін брав участь у боях над Чорним морем та Дніпром. Змагаючись із Люфтваффе на півдні України, Олександр Іванович знищив ще 18 «юнкерсів», у тому числі два висотних розвідники. У травні 1944 року Покришкіна призначили командиром 9-ї гвардійської авіадивізії. Не зважаючи на призначення, він продовжував здійснювати бойові вильоти, здобув до кінця року ще 7 перемог.

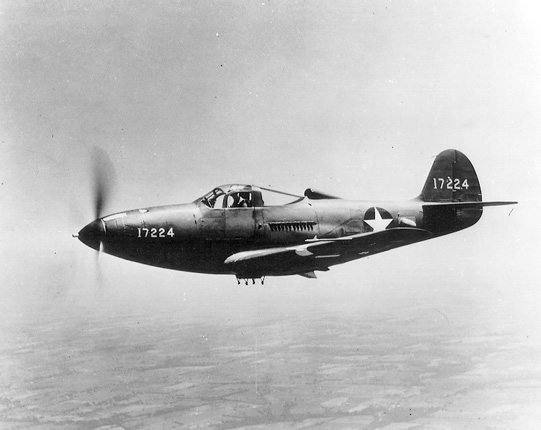
«Сотка» (Bell P-39 Airacobra)

Свою бойову діяльність Покришкін завершив у Берліні. Всього за роки війни здійснив 650 вильотів, провів 156 боїв, збив 59 літаків особисто та 6 — у групі. У червні 1945 року направлений на навчання до Військової академії імені Фрунзе.
У 1948 році закінчив Військову академію імені Фрунзе.
У січні 1948 — червні 1951 року — заступник командира 33-го винищувального авіаційного корпусу Протиповітряної оборони (ППО) СРСР. У червні 1951 — січні 1956 року — командир 88-го винищувального авіаційного корпусу ППО у місті Ржеві Калінінської області. Освоював реактивну техніку. Першим почав літати на МіГ-9.
У 1957 році закінчив Військову академію Генерального штабу імені Ворошилова у Москві.
У січні 1958 — серпні 1959 року — командувач винищувальної авіації Північно-Кавказької армії ППО.
У серпні 1959 — 1961 року — командувач Київської армії військ ППО СРСР. У 1961 — липні 1968 року — командувач 8-ї окремої армії військ ППО — заступник командувача військ Київського військового округу по військах протиповітряної оборони.
У липні 1968 — серпні 1971 року — заступник головнокомандувача Військ протиповітряної оборони СРСР.
У серпні 1971 — листопаді 1981 року — голова ЦК ДОСААФ СРСР. У липні 1976 року брав участь у відкритті в Києві на аеродромі ДТСААФ «Чайка» VIII чемпіонату світу з вищого пілотажу на спортивних літаках.
З листопада 1981 року був військовим-інспектором радником Групи генеральних інспекторів Міністерства оборони СРСР.
Помер Олександр Іванович 13 листопада 1985 року в Москві у лікарні, за словами його невістки під час проведення інструментального обстеження. Його поховано на Новодівочому кладовищі.
Покришкін був одружений, зі своєю дружиною Марією познайомився на фронті у 1942 році. Подружжя мало двох дітей — сина Олександра і дочку Світлану.

## Перелік збитих літаків
- Messerschmitt Bf 109: 34
- Junkers Ju 87: 19
- Junkers Ju 88: 15
- Junkers Ju 52: 5
- Henschel Hs 126: 4
- Focke-Wulf Fw 190: 2
- Messerschmitt Bf 110: 1
- Henschel Hs 129: 1

## Мемуари
- «Крылья истребителя». — М.: Воениздат МВС СССР, 1948.[2]
- «Твоя почётная обязанность». — М.: Изд–во ДОСААФ СССР, 1976.
- «Небо війни».— Київ: Рад. письменник, 1967.
- «Познать себя в бою». — М.: ДОСААФ, 1986.

## Військові звання
- військовий технік 2 рангу (1935)
- старший лейтенант (1939)
- капітан (1942)
- майор (.06.1943)
- підполковник
- полковник (2.07.1944)
- генерал-майор авіації (3.08.1953)
- генерал-лейтенант авіації (18.02.1958)
- генерал-полковник авіації (1969)
- маршал авіації (16.12.1972)

## Нагороди CPCP
- тричі Герой Радянського Союзу (24.05.1943[3], 24.08.1943, 19.08.1944)
- шість орденів Леніна (22.12.1941, 24.05.1943, 6.03.1963, 21.10.1967, 21.02.1978, 5.03.1983)
- Орден Жовтневої Революції (5.03.1973)
- чотири ордени Червоного прапора (22.04.1943, 18.07.1943, 24.12.1943, 20.04.1953)
- два ордени Суворова 2 ст. (6.04.1945, 29.05.1945)
- орден Вітчизняної війни 1 ст. (11.03.1985)
- два ордени Червоної зірки (6.11.1947, 4.06.1955)
- орден «За службу Батьківщині в Збройних Силах СРСР» 3 ст. (30.04.1975) та численні медалі.[4]

## Іноземні нагороди
- медаллю[5] «За визначні заслуги» Армії США;
- ордени Тудора Владимиреску 2 та 3-го ст. (Румунія);
- орден Карла Маркса (НДР);
- орден «Віртуті Мілітарі» («Воїнська доблесть», Польща);
- орден «Полонія Реститва» («Відродження Польщі», Польща);
- орден Сухе Батора (МНР) та численні медалі.

## Вшанування пам'яті

Меморіальна дошка присвячена Герою Радянського Союзу маршалу авіації Покришкіну О. І., м. Київ, 2013 р., міністерство оборони, матеріал бронза. Автори — Олесь Сидорук і Крилов Борис.

Почесний громадянин Маріуполя та Новосибірська, тут Покришкіну встановлено бюст і пам'ятник, є станція метрополітену «Маршала Покришкіна». Пам'ятник герою відкрито і у Краснодарі, а на домі, де він жив у 30-ті рр. встановлено меморіальну дошку. Їх також встановлено у Москві та Києві. Іменем Олександра Івановича названо вулиці у Москві, Новосибірську, Іркутську, Ангарську та інших містах колишнього СРСР. Ім'я маршала носять Новосибірський навчальний авіаційний центр та Київське вище інженерне радіотехнічне училище ППО, станція Новосибірського метрополітену. Його ім'я носить один з островів на Далекому Сході Росії.
1978 року радянський астроном Микола Степанович Черних назвав астероїд на честь маршала — «3348 Покришкін».
26 вересня 2013 року Президент України В. Ф. Янукович підписав Указ, яким присвоїв 204 Севастопольській бригаді тактичної авіації повітряного командування «Південь» Повітряних Сил Збройних Сил України ім'я Олександра Покришкіна і постановив надалі іменувати її — 204 Севастопольська бригада тактичної авіації імені Олександра Покришкіна повітряного командування «Південь» Повітряних Сил Збройних Сил України.